# Мальцев, Артём Игоревич
Артём Игоревич Мальцев (род. 24 мая 1993, Нижний Новгород) — российский лыжник, серебряный призёр чемпионата мира 2021 года в эстафете. Мастер спорта международного класса.
Является военнослужащим войск национальной гвардии Российской Федерации, имеет воинское звание «лейтенант».

## Биография
Родился в семье лыжников, в детстве тренировался у своей матери. Представляет Нижегородскую область и физкультурно спортивное общество — СК «Нижегородец» УОР № 1. Тренировался у Николая Седова, с 2018 года — в группе Маркуса Крамера (Седов остался личным тренером спортсмена).
31 декабря 2019 на этапе Тур де Ски 2020 занял 6-е место в Тоблахе (Италия) в индивидуальной гонке на 15 км свободным стилем. По результатам всего турнира оказался на 9 месте.
13 декабря 2020 на этапе Кубка мира по лыжным гонкам 2020/21 в Давосе впервые в карьере завоевал бронзу на 15 км с раздельным стартом.
На чемпионате мира 2021 года в немецком Оберстдорфе в составе эстафетной четверки завоевал серебряную медаль.

## Результаты

### Олимпийские игры
| Олимпийские игры | Спринт | Командный спринт | 15 км | Скиатлон 15+15 км | Масс-старт 50 км | Эстафета |
| ---------------- | ------ | ---------------- | ----- | ----------------- | ---------------- | -------- |
| 2022 Пекин       | 5      | —                | —     | 9                 | 4                | —        |

### Чемпионаты мира по лыжным видам спорта
| Чемпионат мира  | Спринт | Командный спринт | 15 км раздельный старт | 15+15 км скиатлон | 50 км масс-старт | Эстафета |
| --------------- | ------ | ---------------- | ---------------------- | ----------------- | ---------------- | -------- |
| 2019 Зефельд    | 17     | —                | —                      | —                 | —                | —        |
| 2021 Оберстдорф | —      | —                | 5                      | —                 | —                | 2        |